# 幸運児
『幸運児』（こううんじ）は、藤子・F・不二雄（発表時は藤子不二雄名義）による日本の漫画作品。『S-Fマガジン』（早川書房）1976年4月号掲載。
中央公論社の愛蔵版『SF全短篇』第3巻、または『藤子・F・不二雄 SF短編PERFECT版』第3巻などのSF短編集に収録。1991年にOVA化された。

## あらすじ
恋人のタケ坊に捨てられ、多摩川の土堤で自殺を図ったよし子は、三宅産婦人科に担ぎ込まれる。その時お腹にいた子供が産まれ、その子を育てていけるか不安に思っていたところ……。

## キャラクター
よし子
若い女性。恋人のタケ坊との間に子供を授かるが、タケ坊に逃げられ養育費も工面できそうにないことから自殺を図るも、産まれてきた子供の顔を見て思い直す。
タケ坊
よし子の恋人の男性。彼女のお腹に自分の子どもが出来たと知り、家庭を持つ自信が無く一旦逃げ出すが出産の知らせを聞いていてもたってもいられず、父親になる覚悟を決め戻って来る。手土産にミルクでもと思いパチンコ屋に寄ったところ、開店10万人目記念として玉1万発分の景品を貰った。
ヨーコ
よし子の友達。真っ先に産院に駆けつけ、よし子の身を案じる。赤ちゃんが次々と幸運を呼び寄せる様子を目の当たりにして「この子はきっと幸せになる」と断言する。
三宅先生
よし子が入院する産婦人科診療所の開業医。よしこが産んだ子供が開業以来ちょうど千人目（アニメでは1万人目）の赤ちゃんだという理由で、退院までの費用を全て無料にする。
赤ちゃん
タケ坊とよし子の子供。物語の最後で「一生を通じて幸運に恵まれ続ける」と説明され、その理由が「382万63年前に、タンザニアのオルドバイ峡谷に産まれた人類第一号から数えてちょうど1000億人目にあたる為、その位の特典は与えて然るべき」と解説された。

## アニメ
「藤子・F・不二雄のSF短編シアター」第5巻収録。

### キャスト
- ヨーコ - 高山みなみ
- 鈴木よし子 - 川村万梨阿
- タケ坊 - 塩屋翼
- 三宅先生 - 屋良有作
- 看護婦A - 赤澤あつ子
- 看護婦B - 南杏子

### スタッフ
- 監督、キャラクターデザイン、作画監督：尾鷲英俊
- 絵コンテ：加玖良朗
- 脚本：辻真先
- 美術監督：木村真二
- 原画：末吉裕一郎
- 動画チェック：犬童竜吾
- 動画：ふじたやすひろ、浅沼昭弘、長屋智美、岩渕哲哉、鈴木敏子、片田敬信、須藤和彦、真鍋誠、佐藤伸一、谷口よしひろ、浜田秀之、中吉かおり、山浦明、小松政徳
- 背景：小林プロダクション
- 色彩設計：吉野記通
- 特殊効果：田崎正夫、完甘幸隆
- 仕上：スタジオマリーン（丸山初子、伊藤ゆき江、坂下大、尾林律子、熊倉みはる、保立亜希）、仙台アニメーション（大内裕智、山田美智子、早川美佐子、針生真由美、石田和寿美、関由紀恵）
- 撮影監督：枝光弘明
- 撮影：スタジオぎゃろっぷ（羽山泰功、小堤勝哉、風村久生、小林徹、中富広志、飯島裕規子、飯利綾子、清水泰宏、田村洋、赤沢賢二、荒川智志、筒井義明、長谷川裕、菊川秀夫）
- 編集：瀬山武司、足立浩
- 音響監督：明田川進
- 音楽：都留教博
- 効果：倉橋静男（サウンドボックス）
- 録音：安藤邦男
- 録音スタジオ：アオイスタジオ
- 音響制作：マジックカプセル
- 音響担当：三間雅文
- 制作協力：綿引勝美、メモリーバンク
- 音楽制作：小学館プロダクション、サウンドスタッフ
- 現像：東京現像所
- タイトル：マキ・プロ
- アシスタントプロデューサー：大塚義雄
- プロデューサー：浅見勇（小学館）、清松信夫（東宝）、徳永元嘉（スタジオぎゃろっぷ）
- アニメーション制作：スタジオぎゃろっぷ
- 制作：小学館、東宝

### 主題歌
- オープニングテーマ
  - 無し
- エンディングテーマ
  - 『明日は晴れるから』
  - 作詞作曲：立川俊之　編曲：大事MANブラザーズバンド